# Prosevania mueggenburgi
Prosevania mueggenburgi är en stekelart som först beskrevs av Günther Enderlein 1901.  Prosevania mueggenburgi ingår i släktet Prosevania och familjen hungersteklar. Inga underarter finns listade i Catalogue of Life.